# Frankfort Square
Frankfort Square es un lugar designado por el censo ubicado en el condado de Will en el estado estadounidense de Illinois. En el Censo de 2010 tenía una población de 9276 habitantes y una densidad poblacional de 1.415,61 personas por km².

## Geografía
Frankfort Square se encuentra ubicado en las coordenadas 41°31′20″N 87°48′13″O / 41.52222, -87.80361. Según la Oficina del Censo de los Estados Unidos, Frankfort Square tiene una superficie total de 6.55 km², de la cual 6.55 km² corresponden a tierra firme y (0%) 0 km² es agua.

## Demografía
Según el censo de 2010, había 9276 personas residiendo en Frankfort Square. La densidad de población era de 1.415,61 hab./km². De los 9276 habitantes, Frankfort Square estaba compuesto por el 93.8% blancos, el 1.24% eran afroamericanos, el 0.15% eran amerindios, el 1.55% eran asiáticos, el 0.01% eran isleños del Pacífico, el 1.82% eran de otras razas y el 1.42% pertenecían a dos o más razas. Del total de la población el 6.93% eran hispanos o latinos de cualquier raza.